# Certified Lover Boy
Albums de Drake
Scorpion
(2018) Honestly, Nevermind
(2022)
Certified Lover Boy est le sixième album studio du rappeur canadien Drake, sorti en 2021 sur les labels OVO Sound et Republic Records.
Il contient des collaborations avec Lil Baby, Lil Durk, Giveon, Jay-Z, Travis Scott, Future, Young Thug, Yebba, 21 Savage, Project Pat, Tems, Ty Dolla Sign, Lil Wayne, Rick Ross et Kid Cudi.
L'album réalise le meilleur démarrage d'album de tous les temps sur Apple Music, et le record d'écoute en 24 heures sur ce dernier ainsi que sur Spotify.

## Historique
En avril 2019, à la fin d'un concert à Londres, Drake annonce qu'il commencera à travailler sur un nouvel album dès son retour à Toronto. En juin 2019, il évoque l'album via un post Instagram, avec la description "Album mode" (litt : "En mode album"). Le 10 décembre, Drake apparait lors d'un concert de DaBaby à Toronto, révélant à nouveau qu'il travaille sur l'album : "Je vous aime de tout mon cœur. Je vais retourner à la maison et essayer de terminer cet album pour qu'on s’éclate dessus en 2020". En avril 2020, lors d'un live Instagram, Drake divulgue un extrait de la version finalisée de "Not Around", chanson dévoilée plus tard et rebaptisée "TSU", qui figurera par la suite sur Certified Lover Boy Le même mois, Boi-1da, collaborateur fréquent de Drake, dévoile en avant-première deux extraits de chansons avec Hit-Boy. 
Le 29 juillet 2020, Noel Cadastre, l'ingénieur du son de Drake révèle que l'album est "réalisé à 90%". Le 14 août 2020, Drake annonce le titre de l'album.. En octobre, Drake dévoile une date de sortie pour janvier 2021, reportée à cause de la blessure au genou de ce dernier.

## Thèmes
Drake explique que Certified Lover Boy est « une combinaison de masculinité toxique et d'acceptation de la vérité, qui est inévitablement déchirante ».

## Liste des titres
| 1.    | Champagne Poetry                                      | - Aubrey Graham - Noah Shebib - Micah Davis - Maneesh Bidaye - Jean-Andre Lawrence - John Lennon - Paul McCartney - Gabriel Hardeman, Jr. | - Noah “40” Shebib - Masego - Maneesh - Oliver El-Khatib - Shlohmo (add.)                    | 5:36 |
| 2.    | Papi's Home                                           | - Graham - Raynford Humphrey - Jonathan Priester - Jarrel Young - Mark Borino - Oriyomi Ojelade - Onika T. Maraj - Montell Jordan - Anthony Crawford                                                                                         | - Supah Mario - Young - Borino - Ojelade                                                     | 2:58 |
| 3.    | Girls Want Girls (featuring Lil Baby)                 | - Graham - Dominique Jones - Ozan Yildirim - Mathias Liyew | - OZ - Ambezza                                                                               | 3:41 |
| 4.    | In the Bible (featuring Lil Durk & Giveon)            | - Graham - Durk Banks - Giveon Evans - Shebib - Leon Thomas III - Eliel Afari-Brown - Austin Schindler - Simon Gebrelul | - 40 - Thomas - Eli Brown - Austin Powerz                                                    | 4:56 |
| 5.    | Love All (featuring Jay-Z)                            | - Graham - Shawn Carter - Yildirim - Dylan Cleary-Krell - Thomas - Khristopher Riddick-Tynes - Christopher Wallace - Sean Combs - Steven Jordan                                                                                              | - OZ - Dez Wright - Thomas                                                                   | 3:48 |
| 6.    | Fair Trade (featuring Travis Scott)                   | - Graham - Jacques Webster II - Yildirim - Ebony Oshunrinde - Jahaan Sweet - R.S. Antoine - Charlotte Wilson - Kenneth Edmonds - Varrel Wade - Marcus Reddick - Brandon Banks - Kyla Moscovich - Michael Gordon - Dernst Emile II - Teo Halm | - Travis Scott - OZ - WondaGurl - Sweet - Patron                                             | 4:51 |
| 7.    | Way 2 Sexy (featuring Future & Young Thug)            | - Graham - Nayvadius Wilburn - Jeffery Williams - Bryan Simmons - Lesidney Ragland - Fred Fairbrass - Richard Fairbrass - Robert Manzoli | - TM88 - Too Dope                                                                            | 4:17 |
| 8.    | TSU                                                   | - Graham - Harley Arsenault - Noel Cadastre - Christopher Cross - Robert Kelly - Justin Timberlake - Timothy Mosley - Floyd Hills | - Arsenault - Cadastre (co.) - OG Ron C (add.)                                               | 5:08 |
| 9.    | N 2 Deep (featuring Future)                           | - Graham - Wilburn - Arsenault - Kaushik Barua - Shebib - Alex Lustig - Cadastre - Bernard Freeman - Chad Butler - Joseph McVey IV - Jay Jenkins - S. Carter - Leroy Williams, Jr.                                                           | - Arsenault - Kid Masterpiece - 40 (co.) - Lustig (co.) - Cadastre (add.)                    | 4:33 |
| 10.   | Pipe Down                                             | - Graham - Thomas - Robert Fairfax III - Hady Moamer - Anthoine Walters - Gebrelul - Derek Kastal - L. Camejo | - Thomas - FaxOnly - Jean Bleu - Gebrelul - Walters (add.)                                   | 3:25 |
| 11.   | Yebba's Heartbreak (featuring Yebba)                  | - Abigail Smith - James Francies | - Yebba - Francies - 40                                                                      | 2:13 |
| 12.   | No Friends in the Industry                            | - Graham - Anderson Hernandez - Yildirim - Nicolas Frascona - Robert DeBarge, Jr. - Gregory Williams | - Vinylz - OZ - Nik D (co.)                                                                  | 3:24 |
| 13.   | Knife Talk (featuring 21 Savage & Project Pat)        | - Graham - Shéyaa Abraham-Joseph - Patrick Houston - Leland Wayne - Peter Lee Johnson - Jordan Houston - Rakim Mayers | - Metro Boomin - Johnson                                                                     | 4:02 |
| 14.   | 7AM on Bridle Path                                    | - Graham - Ronald LaTour, Jr. - Cleary-Krell - David Duodu - Bidaye | - Cardo - Dez Wright - KND (co.) - Maneesh (add.) - Jarom Su'a (co.) - Arum (co.)            | 3:59 |
| 15.   | Race My Mind                                          | - Graham - Shebib - Scott Zhang - Nile Goveia - Wallace - Osten Harvey - David Axelrod - Michael Axelrod - Herman Blount - James Johnson Jr.                                                                                                 | - 40 - Monsune - Govi                                                                        | 4:29 |
| 16.   | Fountains (featuring Tems)                            | - Graham - Temilade Openiyi - Tresor Riziki | - Tresor - Monsune - 40                                                                      | 3:12 |
| 17.   | Get Along Better (featuring Ty Dolla Sign)            | - Graham - Tyrone Griffin, Jr. - Anthony Jeffries - Shebib - Cadastre | - Nineteen85 - 40 (co.) - Cadastre (co.)                                                     | 3:49 |
| 18.   | You Only Live Twice (featuring Lil Wayne & Rick Ross) | - Graham - Dwayne Carter - William Roberts - Roosevelt Harrell III - Brian Reid | - Bink - B-Nasty (add.)                                                                      | 3:33 |
| 19.   | IMY2 (featuring Kid Cudi)                             | - Graham - Scott Mescudi - Arsenault - Clifford Owuor - Ayoub Benfaress - Kaniel Castañeda - Eddy Bizimana - Dounia Aznou | - Arsenault - Clibbo (co.) - Houssam (co.) - KanielTheOne (add.) - 3ddy (add.) - Yume (add.) | 4:12 |
| 20.   | Fucking Fans                                          | - Graham - Jahron Brathwaite - Cadastre - Shebib - Peter Ring | - PartyNextDoor - Cadastre - 40 (add.) - Aliby (add.)                                        | 4:05 |
| 21.   | The Remorse                                           | - Graham - Anthony Hamilton - Shebib | 40                                                                                           | 5:51 |
| 86:02 |                                                       | |                                                                                              |      |

Notes
- Papi's Home contient des chœurs de Nicki Minaj et des voix additionnelles de Chubbs, Mark Robinson et Roxx.
- IMY2 contient des voix additionnelles de Juice Wrld.
- Fucking Fans contient des chœurs de PartyNextDoor.
- The Remorse contient des voix additionnelles d'Anthony Hamilton.

## Samples
- Champagne Poetry contient des samples de Navajo de Masego (lui-même contenant des échantillons de Michelle des Beatles) et de Until I Found the Lord (My Soul Couldn't Rest) de The Gabriel Hardeman Delegation[12].
- Papi's Home contient un sample de Daddy's Home de Montell Jordan.
- Girls Want Girls contient une interpolation de Time Flies de Drake.
- Love All contient un sample de Life After Death Intro de The Notorious B.I.G..
- Fair Trade contient un sample de Mountains de Charlotte Day Wilson (en).
- Way 2 Sexy contient un sample de I'm Too Sexy de Right Said Fred.
- TSU contient des samples de Half on a Baby de R. Kelly, de Sailing de NSYNC et de Until the End of Time de Justin Timberlake et Beyoncé.
- N 2 Deep contient un sample de Get Throwed de Bun B featuring Pimp C, Z-Ro, Young Jeezy & Jay-Z.
- Knife Talk contient un sample de Feed the Streets de Juicy J.
- Race My Mind contient un sample de Dead Wrong de The Notorious B.I.G..

## Personnel

### Interprètes
- Mark Ronson - voix supplémentaires (2)
- Chubbs – voix supplémentaires (2)
- Roxx – voix supplémentaires (2)
- Nicki Minaj – chœurs (2)
- Kiefer – piano (13)
- Brian "B-Nasty" Reid – claviers (18)
- Harley Arsenault – basse, batterie, claviers (19)
- PartyNextDoor – chœurs (20)
- Anthony Hamilton - voix supplémentaires (21)

### Technique
- Chris Athens – Mastering
- Noah "40" Shebib - mixage (toutes les pistes), ingénieur du son (4, 6, 8-10, 15-17, 20)
- Les "Bates" Bateman - ingénieur (1-5, 18), ingénieur du son (1)
- Harley Arsenault - ingénieur du son (2, 3, 7, 12)
- Noel Cadastre - ingénieur du son (3-6, 8-10, 12-21), assistant mixeur (1-5, 18)
- John Rooney - ingénieur du son (11)
- Young Guru – ingénieur d'enregistrement (5)
- Eric Manco – ingénieur d'enregistrement (7, 9)
- Dave Huffman - ingénieur de mastering adjoint (1-5, 18)
- Greg Moffet – assistant mixeur (1–5, 18)